# 大西洋異鱗石首魚
大西洋異鱗石首魚為輻鰭魚綱鱸形目鱸亞目石首魚科的其中一種，分布中西大西洋的蘇利南海域，體長可達28.4公分，棲息在沿海河口區，屬肉食性。